# Elvar Friðriksson
Elvar Már Friðriksson (nacido el 11 de noviembre de 1994 en Reikiavik) es un jugador de baloncesto islandés. Con 1,83 metros de altura juega en la posición de Base. Es internacional absoluto con Islandia.

## Inicios
Formado en la cantera del Njarðvík, debutó con el primer equipo de la Express League con tan solo 16 años (temporada 2011-2012).
En la temporada 2011-2012, jugó 22 partidos de liga y 2 de play-offs, promediando en liga 11,5 puntos (76,5 % en tiros libres), 2,5 rebotes, 4,6 asistencias y 1,5 robos en 31,6 min, mientras que en play-offs promedió 13 puntos (53,8 % en tiros de 2 y 100 % en tiros libres), 5,5 rebotes y 3,5 asistencias en 31 min.
Fue el 7.º máximo asistente de la Express League. A final de temporada fue nombrado rookie del año de la Express League y recibió una mención honorable Express League, ambas cosas por Eurobasket.com.
En la temporada 2012-2013, jugó 22 partidos de liga y 3 de play-offs, promediando en liga 19,1 puntos (31,7 % en triples y 79,5 % en tiros libres), 3,5 rebotes, 4,7 asistencias y 1,7 robos en 32 min, mientras que en play-offs promedió 23,3 puntos (50 % en tiros de 2 y 77,3 % en tiros libres), 4 rebotes, 5,7 asistencias y 2 robos en 33,3 min.
Fue el 9.º máximo asistente y el 10.º en robos de la Express League. A final de temporada recibió por 2.ª vez una mención honorable Express League por Eurobasket.com.
En la temporada 2013-2014, jugó 22 partidos de liga y 8 de play-offs, promediando en liga 21,5 puntos (51,9 % en tiros de 2, 43,9 % en triples y 78 % en tiros libres), 4,1 rebotes, 7,2 asistencias y 2,5 robos en 33,7 min, mientras que en play-offs promedió 18,6 puntos (36,2 % en triples y 70,6 % en tiros libres), 4,9 rebotes, 7,4 asistencias y 2,5 robos en 36,3 min.
Fue el 9.º máximo anotador, el 2.º máximo asistente y el 2.º en robos de la Domino's League. A final de temporada fue elegido en el segundo mejor quinteto de la Domino's League y en el mejor quinteto de jugadores islandeses de la Domino's League, ambas cosas por Eurobasket.com.
En la temporada 2014-2015, solo jugó 2 partidos de liga (puesto que se marchó a Estados Unidos) con un promedio de 10 puntos (71,4 % en tiros de 2 y 87,5 % en tiros libres), 2,5 rebotes, 2,5 asistencias y 1 robo en 20,5 min.
Disputó un total de 68 partidos de liga y 13 de play-offs con el conjunto de Njarðvík entre las tres temporadas que jugó en el primer equipo, promediando en liga 17,1 puntos (33,3 % en triples y 78,6 % en tiros libres), 3,3 rebotes, 5,4 asistencias y 1,8 robos en 32 min de media, mientras que en play-offs promedió 18,8 puntos (31,2 % en triples y 74 % en tiros libres), 4,7 rebotes, 6,3 asistencias y 2 robos en 34,7 min de media.

## Universidad
A principios de la temporada 2014-2015 se fue a Estados Unidos, para asistir a la Universidad de Long Island, situada en Brookville, Nueva York, antes de ser transferido a la Universidad de Barry, situada en Miami Shores, Florida, perteneciente a la División II de la NCAA y donde permanece actualmente.

### Long Island

#### Freshman
En su año freshman (2014-2015), disputó 30 partidos (30 como titular) con los Long Island Blackbirds con un promedio de 8,9 puntos (32,5 % en triples y 71,1 % en tiros libres), 2,6 rebotes, 3,8 asistencias y 1,1 robos en 29,6 min de media.
Marcó 10 o más puntos en 13 partidos. Dio 5 o más asistencias en 13 ocasiones. Anotó 19 puntos (máxima de la temporada; incluyendo 6 tiros de campo; máxima de la temporada también) contra los New Hampshire Wildcats. Metió 3 triples (máxima de la temporada) contra los Sacred Heart Pioneers. Marcó 7 tiros libres (máxima de la temporada) contra los Maine Black Bears. 
Cogió 5 rebotes (máxima de la temporada) contra los St. Francis Brooklyn Terriers. Dio 8 asistencias (máxima de la temporada) contra los Temple Owls. Robó 5 balones (máxima de la temporada) contra los Central Connecticut Blue Devils. Jugó 45 min (máxima de la temporada) contra los Sacred Heart Pioneers.
Finalizó la temporada en la Northeast Conference como el 6.º máximo asistente y el 6.º en asistencias totales (114), el 15.º en robos por partido y robos totales (34), el 19.º en triples anotados (39) y el 20.º en tiros libres anotados (69).

### Barry

#### Sophomore
En su primera temporada en Barry, su año sophomore (2015-2016), jugó 33 partidos (33 como titular) con los Buccaneers con un promedio de 10,8 puntos (38,4 % en triples y 78,7 % en tiros libres), 2,9 rebotes, 8 asistencias y 1,5 robos en 31,8 min. Se proclamó co-campeón de la Sunshine State Conference. A final de temporada fue nombrado rookie del año de la Sunshine State Conference y elegido en el mejor quinteto del torneo de la NCAA Región Sur y en el mejor quinteto de rookie's de la Sunshine State Conference.
Fue el máximo asistente de la División II de la NCAA y el 1.º en asistencias totales (267), rompiendo el récord de la universidad de asistencias totales y asistencias por partido. Anotó 10 o más puntos en 18 partidos. Dio 10 o más asistencias en 12 partidos (su equipo fue el 1.º de toda la División II de la NCAA en asistencias por partido con 20,7). Hizo 5 dobles-dobles a lo largo de la temporada. Repartió 14 asistencias (máxima de la temporada) en la victoria contra los Florida National Conquistadors, el 27 de noviembre de 2015. 
Anotó 21 puntos (máxima de la temporada; 2-5 de 2 y 5-10 de 3) en la victoria contra los Alabama Huntsville Chargers en el torneo de la NCAA Región Sur, el 15 de marzo de 2016. Cogió 7 rebotes (máxima de la temporada) contra los Alabama Huntsville Chargers. Robó 5 balones (máxima de la temporada) contra los Florida National Conquistadors. Metió 7 tiros libres (máxima de la temporada) y jugó 39 min (máxima de la temporada) contra los Shaw Bears.

## Trayectoria profesional
En junio de 2018 ficha por el Denain Voltaire de la ProB francesa, siendo cortado el 5 de noviembre de ese mismo año, para dejar libre una ficha.
El 15 de noviembre de 2018 vuelve a su club de origen, el Njarðvík, jugando 21 partidos en los que promedió 21,2 puntos;6 rebotes y 5,3 asistencias para una valoración de 20,9.
En junio de 2019 fichó por el Borås de la Svenska basketligan sueca. En 33 partidos promedió 16,7 puntos; 7,7 asistencias y 2,9 rebotes para una valoración de 18,1. Debido a la cancelación del campeonato sueco debido a la pandemia por COVID-19, el Borås fue proclamado campeón y Friðriksson fue nombrado el mejor base de la temporada.
El 25 de julio de 2020 se confirma su fichaje por los lituanos del Šiauliai para disputar la LKL.
En la temporada 2021-22, firma por el Antwerp Giants en la BNXT League.
El 3 de abril de 2022, firma por el Derthona Basket en la Lega Basket Serie A.
El 11 de agosto de 2022 firmó con el BC Rytas de la LKL lituana. Ayudó al equipo a llegar a la final de la LKL, donde perdió ante el BC Žalgiris.
El 10 de julio de 2023, Elvar fichó por el PAOK BC de la Liga griega de baloncesto y la Basketball Champions League. En octubre de 2023 se convirtió en el tercer jugador en lograr un triple doble en la historia de la Basketball Champions League. Lo hizo en un partido contra el Galatasaray en el primer partido de la fase de grupos cuando anotó 19 puntos, 11 rebotes y 10 asistencias.
El 7 de junio de 2024, Elvar firmó con el club griego de Maroussi BC. El 9 de febrero de 2025, estableció el récord de asistencias en un solo partido de la liga griega de baloncesto con 17 asistencias.

## Selección Islandesa

### Categorías inferiores
Disputó con las categorías inferiores de la selección islandesa el Europeo Sub-18 División B de 2012, celebrado en Sarajevo, Bosnia-Herzegovina, donde Islandia quedó en 13.ª posición.
Jugó 9 partidos con un promedio de 10,3 puntos (33,3 % en triples y 78,3 % en tiros libres), 3,1 rebotes, 2,4 asistencias y 1,3 robos en 25,3 min de media.
Finalizó el Europeo Sub-18 División B de 2012 como el 15.º en triples anotados por partido (1,7 por partido).

### Absoluta

#### 2014
Disputó la 2.ª fase de clasificación para el EuroBasket 2015,  consiguiendo la selección de baloncesto de Islandia clasificarse para el EuroBasket 2015 (1.ª vez en su historia que se clasificaron para un EuroBasket).
Jugó 2 partidos con un promedio de 3 puntos (33,3 % en triples y 50 % en tiros libres), 2,5 rebotes y 1 robo en 12,5 min de media.

#### 2016
En el verano de 2016, disputó la fase de clasificación para el EuroBasket 2017.